# Головне управління Національної гвардії України

Нарукавний знак ГУ НГУ

Головне управління Національної гвардії України (ГУ НГУ, в/ч) — головний орган управління Національної гвардії України.

## Структура
Станом на 2017 рік
Командувач
- апарат командувача

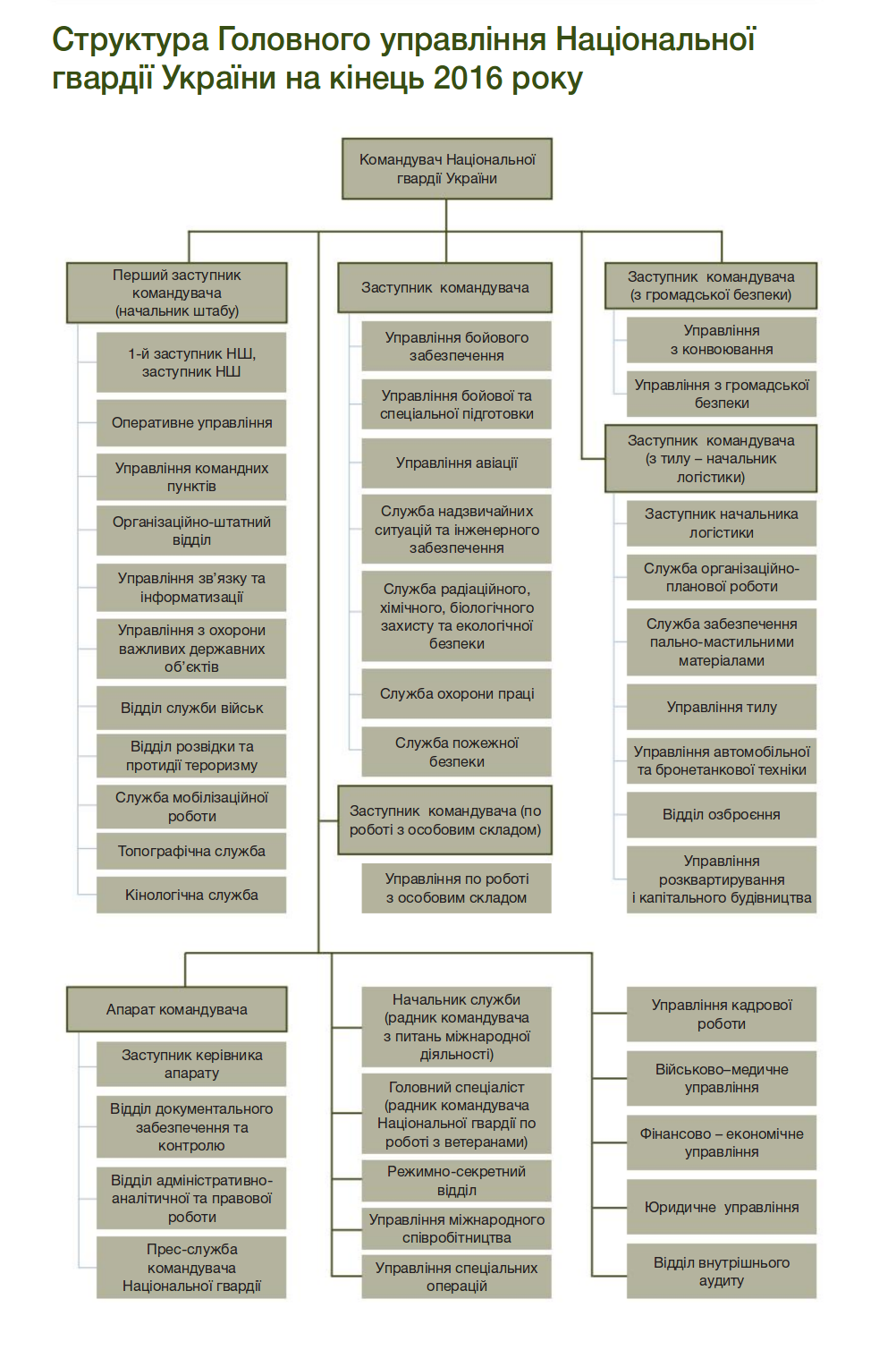
Структура головного управління, кінець 2016 року

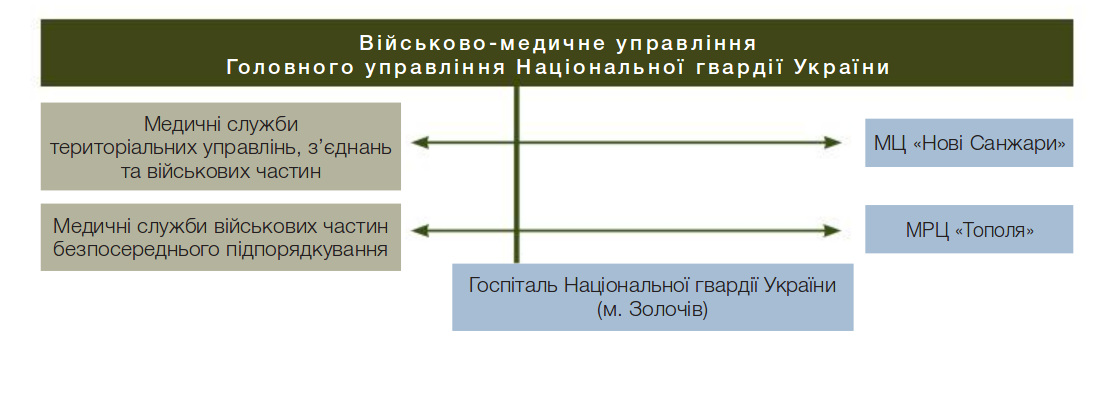
Військово-медичне управління, кінець 2016 року

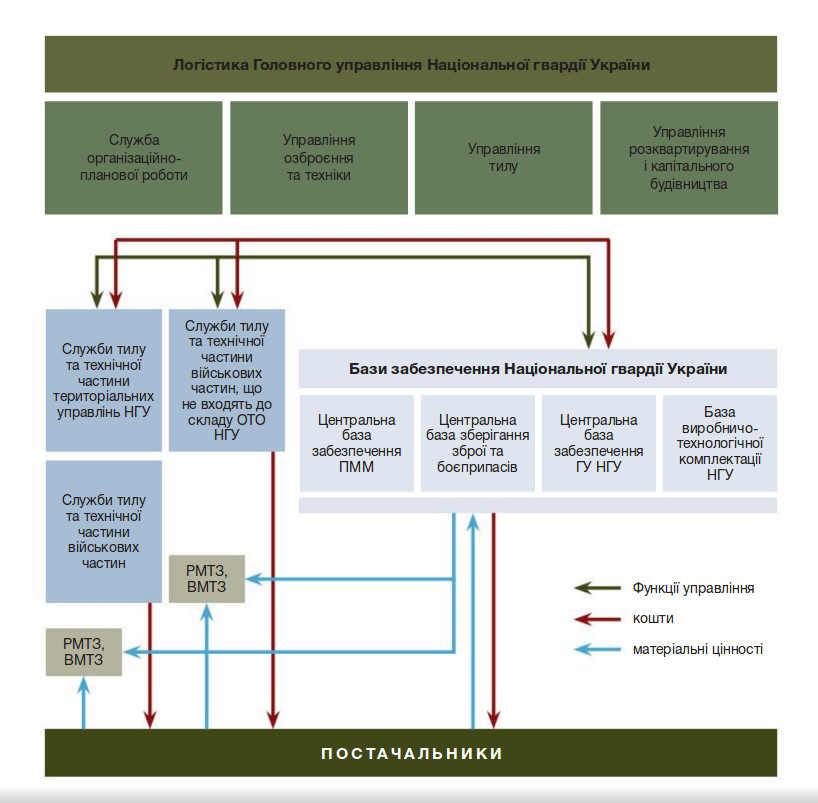
Логістика, кінець 2016 року

  - відділ документального забезпечення та контролю
  - відділ адміністративно-аналітичної та правової роботи
  - перс-служба командувача

- управління контролю діяльності військ (інспекція)
- режимно-секретний відділ
- управління міжнародного співробітництва
- управління спеціальних операцій
- відділ закупівель товарі, робіт і послуг за державні кошти
- відділ фізичної підготовки і спорту

- управління кадрової роботи
- військово-медичне управління
- фінансово-економічне управління
- юридичне управління
- відділ внутрішнього аудиту

### Штаб
Перший заступник - начальник штабу
- оперативне управління
- управління командних пунктів
- організаційно-штатний відділ
- управління зв'язку та інформатизації
- управління з охорони важливих державних об'єктів
  - служба з організації забезпечення охорони органів державної влади
- відділ служби військ
- відділ розвідки та протидії тероризму
- служба мобілізаційної роботи
- топографічна служба
- кінологічна служба

### Забезпечення
Заступник командувача
- управління бойового забезпечення
- управління бойової та спеціальної підготовки
- управління авіації
- інженерна служба
- служба радіаційного, хімічного та біологічного захисту - служба екологічної безпеки
- служба охорони праці
- служба пожежної безпеки

### Робота з особовим складом
Заступник по роботі з особовим складом
- управління по роботі з особовим складом
- відділ психологічного забезпечення

### Громадська безпека
Заступник з громадської безпеки
- управління з конвоювання, екстрадиції та охорони підсудних[1]
- управління з громадської безпеки

### Логістика
Заступник з тилу - начальник логістики
- управління тилу
- служба організаційно-планової роботи логістики
- управління автомобільної та бронетанкової техніки
- управління озброєння та техніки
- управління розквартирування і капітального будівництва

## Зовнішні посилання
- Біла книга-2015: Національна гвардія України. issuu.com. Національна гвардія України. Архів оригіналу за 23 листопада 2016. Процитовано 10 липня 2017.
- Біла книга-2016: Національна гвардія України. issuu.com. Національна гвардія України. 26 червня 2017. Архів оригіналу за 24 січня 2022. Процитовано 10 липня 2017.